# Novo Mundo
Novo Mundo là một đô thị thuộc bang Mato Grosso, Brasil. Đô thị này có diện tích 5801,766 km², dân số năm 2007 là 6725 người, mật độ 1,16 người/km².